# マット・トーマス
マシュー・ウィリアム・トーマス（Matthew William Thomas 1994年8月4日 - ）は、アメリカ・イリノイ州出身のプロバスケットボール選手。BBLのアルバ・ベルリンに所属している。ポジションはシューティングガード。

## 幼少期と高校時代
マット・トーマスはイリノイ州のディケーターにて、マルタ・トーマスとグレッグ・トーマスの間の子どもとして生まれた。ウィスコンシン州のオナラスカにて育ち、オナラスカ高校に通っていた。彼の母は、自身も高校時代はアスリートとして鳴らしていた。彼女はバスケットボール、水泳、ソフトボール、テニスの選手だった。特に、バスケットボールではスター選手で、アイオワ州のダビュークにあるウォラート高校において、1試合48得点の学校記録を保持している。
トーマスは幼少期に悲劇に見舞われた。彼が11歳の時、アルコール依存症を患っていた彼の父のグレッグが自殺した。そのため、トーマスは母親と非常に強い関係性を育むこととなった。
このようにパーソナルな生活面で幼少期から苦労したが、オナラスカ高校でトーマスは傑出したバスケットボール選手だった。2012年には3年生にしてAP通信によるオール-ステイト・ファーストチームに選出された。その年にトーマスは平均21.3得点5.3リバウンド2.5アシスト2.1スティールを記録し、チームをディビジョン2での州優勝に導いた。オナラスカ高校はその年を27勝1敗の記録で終えた。トーマスは州の決勝で30得点を記録し、カウカウナ高校を55-38で下した。
4年生の年にはトーマスは平均28.3得点9.7リバウンドを記録し、24勝3敗の成績でチームを州の準決勝に導いた。その年、トーマスはフィールドゴールを50.4%で沈め、3ポイントは35.8%の確率だった。トーマスは3度にわたって40得点以上を記録し、地区の決勝戦では41得点、トマ高校との試合では2.5クォーターの出場でキャリアハイの50得点を記録した。彼は2013アメリカンファミリー保険高校3ポイントチャンピオンシップに出場し、3位で終えた。トーマスは高校での4年間のキャリアで、計95勝12敗、2度のオール-ステイト・ファーストチームに選出され、2000得点以上を記録した。
傑出したスコアラーとして、トーマスは2013年高校卒業組の最も優れたシューターの1人で、ウィスコンシン州のベストプレイヤーの1人と考えられていた。その年の大学新入生ランクでは、トーマスは最終的にESPNでは51位、Rivals.comでは54位、Scout.comでは58位にランクインした。
高い評価を受けたトーマスは、バージニア大学、ミネソタ大学、ボストンカレッジ、マーケット大学の選択肢からアイオワ州立大学を選んだ。

## 大学時代

### 1年目
トーマスはアイオワ州立大学での1年目のキャリアをスターターとして始めた。彼はその年のアイオワ州立大学で唯一シーズン開幕時に1年生としてロスター入りを果たした。彼はモンテ・モリスにスターターの座を奪われるまで、最初の15試合で先発した。6thマンになったにもかかわらず、その年トーマスは全36試合に出場した。シーズンを通してトーマスは平均5.5得点を記録し、８度にわたって2桁得点を達成した。3ポイントは33.6%の確率だった。シーズン中に2度、1試合で4本の3ポイントを決めた。彼はスリーを決めた25試合で計44本を沈め、同大学の1年生で2番目に優秀な数字だった。

### 2年目
トーマスは2014年7月14日に初犯の酒気帯び運転で逮捕され、2日間拘束された。これにより、トーマスの2年目のシーズンは3試合の出場停止から始まった。ベンチの層が厚くなったために、トーマスの役割は少し減った。彼は計32試合でプレーし、9度にわたって2桁得点を達成した。彼はチーム3位の32本の3ポイントを記録した。シーズンの開幕戦でのアラバマ大学戦では6本中5本のショットを決めて13得点を記録し、キャリアハイの8リバウンドを掴んだ。ラマー大学戦では14得点、テキサス大学戦ではキャリアハイの17得点を記録し3ポイントは6本中4本を沈めた。

### 3年目
ナズ・ミトゥルー-ロングのシーズン終了の怪我により、シーズン途中でトーマスはスターターに復帰した。35試合でプレーしたうち、27試合で先発出場し、キャリア最長の1試合平均33.6分プレーした。トーマスは1試合平均2.5本の3ポイントを決めてBig12で2位の数字をマークした。89本の3ポイントはアイオワ州立大学の年間記録で歴代5位タイで、3ポイントの確率でも歴代10位の数字だった。25試合連続で3ポイントショットを成功させ、8試合で4本以上の3ポイントを沈めた。フリースローの確率でも90.2%を記録し、アイオワ州立大学で1980年以来40本以上のフリースローで90%以上の確率を記録した3人目の選手となった。
テキサス工科大学戦では10本中6本の3ポイントを決めて22得点、カンザス州立大学戦では8本中5本の3ポイントを決めて20得点、アイオワ大学戦では6本の3ポイントを沈めて19得点を記録したほか、シカゴ州立大学戦ではキャリアハイの11リバウンドを掴んだ。また、NCAAトーナメントでの3試合全てで二桁得点を記録した。

### 4年目
トーマスは全35試合で先発としてプレーし、大学でのキャリアを計138試合プレーし77試合で先発して終えた。3ポイントは44.5%でBig12で2位の数字を記録し、大学史上8番目の単年成績を収めた。大学でのキャリア通算では40.1%の確率でスリーを決め、大学史上6番目の数字だった。4年生としては89本の3ポイントを記録し、大学でのキャリア通算では254本となり大学史上3位となった。この年、30試合連続で3ポイントショットを成功させ、大学史上2位の記録となった。フリースローは89.1%の確率で決め、キャリア最後の28本のフリースローを全て成功させた。
カンザス州立大学戦とオクラホマ州立大学戦ではキャリアハイの25得点をマークしキャリアハイの7本の3ポイントを決めた。NCAAトーナメントでは大学記録の8試合をプレーし、5試合で勝利して大学記録に並んだ。またトーナメントを通じて19本のスリーを決め大学記録に並んだ。
大学キャリア通算では1170得点431リバウンド181アシストだった。

## プロキャリア

### ロサンゼルス・レイカーズ (2017)
トーマスはドラフト外に終わった2017年にロサンゼルス・レイカーズのサマーリーグチームでプレーした。彼は8試合でプレーし、平均9.6得点を記録して、サマーリーグ優勝に貢献した。最後の3試合では16本中14本のスリーを沈め、話題を呼んだ。また、ポートランド・トレイルブレイザーズとの決勝戦では23得点を記録、9本中8本のフィールドゴールを沈め、3ポイントについては5本中5本成功と完璧な内容であった。

### オブラドイロCAB (2017-18)
2017年8月29日に、スペインのリーガACBのオブラドイロCABと契約を結んだ。プロ初の試合では5本中4本の3ポイントを決めて21得点を記録し、サラゴザ相手の勝利に貢献した。1年間の平均では15.4得点2.4リバウンド2.4アシストを記録した。

### バレンシア (2018-19)
2018年7月11日には、スペインのリーガACBのバレンシアと2年契約を結んだ。この年、平均11.4得点1.6リバウンド1.6アシストを記録した。3P%は48.5%の高確率だったほか、フリーの状態でのキャッチ&シュートの際のeFG%で99%を記録したことから、"Mr.99%"のあだ名がつけられた。
また、ユーロカップでも平均12.7得点を残しバレンシアの優勝に貢献した。
2018年9月に行われたスパニッシュ・スーパーカップの3ポイントコンテストでは準々決勝で25本中22本を決め27点(対戦相手は16点)、準決勝では25本中22本を決め27点(対戦相手は19点)を記録し決勝に進出。決勝でも25本中21本を決めて26点(対戦相手は23点)で優勝を果たした。各ラックの最後に設置された倍の点数が加算されるいわゆる"マネーボール"については、3戦を通して1本も落とさずに勝負強さを見せた。コンテストを通じての計80点は当コンテスト史上最高の記録である。

### トロント・ラプターズ (2019-21)
2019年7月19日にトロント・ラプターズと契約を結んだ。3年約420万ドルの契約で、2年目については部分保証、3年目については無保証であった。
2019年10月26日のシカゴ・ブルズ戦でNBAデビューを果たし、6得点3リバウンドをマークして108-84でのラプターズの勝利に貢献した。しかし、11月25日には左手の指を骨折し、翌年1月6日のGリーグの下部組織ラプターズ905での復帰までに時間を要した。1月7日にはトップチーム復帰を果たし、ポートランド・トレイルブレイザーズ戦では8得点とキャリアハイの6リバウンドを記録した。2月8日のブルックリン・ネッツ戦ではキャリアハイの15得点を記録し、119-118での勝利に貢献した。2月23日のインディアナ・ペイサーズ戦では5本の3ポイントを含む17得点でキャリアハイを塗り替え、127-81で快勝した。新型コロナウイルスの影響によるリーグ中断後のオーランドでの試合では、8月10日の114-106で勝利したミルウォーキー・バックス戦でキャリアハイの22得点を記録した。

### ユタ・ジャズ (2021)
2021年3月25日、将来のドラフト2巡目指名権との交換で、ユタ・ジャズにトレードで移籍した。
ジャズでのデビュー戦となった3月27日のメンフィス・グリズリーズ戦では無得点に終わったものの、3月29日のクリーブランド・キャバリアーズ戦では持ち味のスリーポイントショットを含む5得点4リバウンドを記録し、114-75での快勝に貢献した。

### ヨーロッパに復帰 (2023-)

#### パナシナイコス (2023)
2023年1月31日、ユーロリーグとGBLに所属するパナシナイコスBCへの加入が発表された。

#### アルバ・ベルリン (2023-)
2023年8月7日、ユーロリーグとBBLに所属するアルバ・ベルリンへ1年契約で加入。2024年8月7日、契約更新でチームに残留すると発表された。

## 個人成績

### NBA

#### レギュラーシーズン
| シーズン | チーム | GP  | GS | MPG  | FG%  | 3P%  | FT%  | RPG | APG | SPG | BPG | PPG |
| -------- | ------ | --- | -- | ---- | ---- | ---- | ---- | --- | --- | --- | --- | --- |
| 2019–20  | TOR    | 41  | 1  | 10.7 | .487 | .475 | .750 | 1.5 | .5  | .2  | .0  | 4.9 |
| 2020–21  | TOR    | 26  | 0  | 7.4  | .387 | .415 | .857 | .8  | .3  | .1  | .0  | 2.7 |
| 2020–21  | UTA    | 19  | 0  | 7.1  | .400 | .256 | .857 | 1.2 | .5  | .1  | .0  | 3.6 |
| 2021–22  | CHI    | 40  | 0  | 11.5 | .410 | .385 | .800 | 1.2 | .5  | .2  | .1  | 4.0 |
| 通算     | 通算   | 126 | 1  | 9.7  | .433 | .404 | .804 | 1.2 | .5  | .2  | .0  | 4.0 |

#### プレーオフ
| シーズン | チーム | GP | GS | MPG | FG%  | 3P%  | FT% | RPG | APG | SPG | BPG | PPG |
| -------- | ------ | -- | -- | --- | ---- | ---- | --- | --- | --- | --- | --- | --- |
| 2020     | TOR    | 10 | 0  | 8.4 | .619 | .417 | --- | 1.4 | .7  | .1  | .1  | 3.1 |
| 2021     | UTA    | 3  | 0  | 2.3 | .000 | ---  | --- | .3  | .0  | .0  | .0  | .0  |
| 通算     | 通算   | 13 | 0  | 7.0 | .565 | .417 | --- | 1.1 | .5  | .1  | .1  | 2.4 |

### ユーロリーグ
| シーズン | チーム           | GP | GS | MPG  | FG%  | 3P%  | FT%  | RPG | APG | SPG | BPG | PPG  | PIR |
| -------- | ---------------- | -- | -- | ---- | ---- | ---- | ---- | --- | --- | --- | --- | ---- | --- |
| 2022–23  | パナシナイコスBC | 10 | 5  | 18.3 | .448 | .405 | .750 | 2.0 | .4  | .6  | .0  | 8.1  | 6.7 |
| 2023–24  | アルバ・ベルリン | 30 | 19 | 22.0 | .448 | .432 | .889 | 2.0 | 1.6 | .5  | .0  | 10.1 | 8.0 |
| 通算     | 通算             | 40 | 24 | 21.1 | .448 | .426 | .846 | 2.0 | 1.3 | .5  | .0  | 9.6  | 7.6 |

### カレッジ
| シーズン | チーム           | GP  | GS | MPG  | FG%  | 3P%  | FT%  | RPG | APG | SPG | BPG | PPG  |
| -------- | ---------------- | --- | -- | ---- | ---- | ---- | ---- | --- | --- | --- | --- | ---- |
| 2013–14  | アイオワステート | 36  | 15 | 21.2 | .367 | .336 | .667 | 1.1 | 1.1 | .6  | .2  | 5.5  |
| 2014–15  | アイオワステート | 32  | 0  | 15.3 | .368 | .330 | .714 | 2   | .7  | .3  | .1  | 4.9  |
| 2015–16  | アイオワステート | 35  | 27 | 33.6 | .440 | .432 | .902 | 4.4 | 1.7 | .8  | .2  | 11.0 |
| 2016–17  | アイオワステート | 35  | 34 | 30.9 | .477 | .445 | .891 | 3.9 | 1.7 | .9  | .1  | 12.3 |
| 通算     | 通算             | 138 | 76 | 25.4 | .427 | .401 | .815 | 3.1 | 1.3 | .7  | .1  | 8.5  |